# Asesinato de Ade Sara
El asesinato de Ade Sara fue un sonado caso de asesinato en Indonesia. Este caso comenzó con el descubrimiento del cuerpo de una mujer en Bintara Toll Road KM 49, East Bekasi el 5 de marzo de 2014. Posteriormente, el cuerpo fue identificado como Ade Sara Angelina Suroto, quien había estado desaparecida desde el 3 de marzo. Más tarde, se descubrió que Ade Sara fue asesinada por su expareja Ahmad Imam Al-Hafitd y su nueva novia Assyifa Ramadhani.

## Antecedentes
Ade Sara Angelina Suroto era la hija única del matrimonio formado por Suroto y Elisabeth Diana. Ade Sara fue alumna de SMA 36 Jakarta. Después de graduarse, continuó sus estudios en la Universidad Bunda Mulia con especialización en psicología y tomó cursos de alemán en el Goethe-Institut de Yakarta.
Durante su época en la secundaria, conoció y salió con un chico llamado Hafitd. Después de más de un año, ella terminó la relación. Posteriormente, Ade empezó a salir con otra persona, mientras que Hafitd inició una relación con Assyifa, quien también era exalumna de SMA 36.
A pesar de que ambos se habían separado, Hafitd solía ponerse en contacto con Ade para pedirle que volvieran a estar juntos. Sin embargo, ella no respondía y se quejó de la naturaleza de Hafitd, quien solía publicar groserías en Twitter. Esto desencadenó celos en Assyifa, la nueva pareja de Hafitd.

## Los hechos
El lunes 3 de marzo de 2014, Ade se despidió de sus padres para quedarse en casa de una amiga. El mismo día a las 21:00 horas, planeaba ir a un curso de alemán en el Instituto Goethe. Mientras esperaba el tren en la estación de Gondangdia, Menteng, Assyifa se acercó a Ade y le pidió que se subiera al automóvil de Hafitd.
En el coche, Hafitd y Assyifa fingieron una pelea para convencerla. Luego, los dos la torturaron mediante golpes y estrangulación para luego desnudarla y electrocutarla hasta su desmayo. Ade luchó, pero terminó perdiendo fuerzas. En estado de inconsciencia, Assyifa llenó la boca de Ade con un periódico, que se le clavó en la garganta, causando su muerte por asfixia.
Durante la tortura hasta antes de deshacerse del cuerpo, dieron vueltas alrededor de las áreas de Gondangdia, Menteng, Cempaka Putih, Cawang Taman Mini y regresaron a Rawamangun. En el trayecto, el coche se averió varias veces. A las 00:00 del 4 de marzo de 2014, Hafitd le pidió ayuda a un taxista para recargar la batería de su automóvil, pero a solo 200 metros de distancia, se descompuso nuevamente y luego por tercera vez.
A las 17:30, encontraron un taller en la zona de Salemba. El cuerpo de Ade todavía estaba en el asiento trasero del auto, cubierto con una pashmina. Luego, los dos regresaron para buscar un lugar en donde ocultar el cuerpo.
A las 04:00, Hafitd y Assyifa arrojaron el cuerpo de Ade en la sección JORR Toll Bintara KM 41, East Bekasi. El cadáver fue encontrado por un oficial de peaje llamado Didin Hermansyah una hora después.

## Investigación
El cuerpo de Ade fue identificado a través de un brazalete del festival de música Java Jazz, huellas dactilares y una tarjeta de identificación encontrados cerca de la escena del crimen. Según los resultados de la autopsia, Ade murió asfixiada por un trozo de periódico en la garganta. Se encontraron varios hematomas en varias partes de su cuerpo.
El cuerpo de Ade fue enterrado el 7 de marzo de 2014. Durante la noticia de la muerte de la misma, Hafitd y Syifa fingieron estar también conmocionados por su muerte y expresaron sus condolencias a través de sus redes sociales, que más tarde serían eliminadas. Hafitd fue arrestado mientras estaba de luto por Ade en el Hospital Cipto Mangunkusumo, mientras que Assyifa fue detenida cuando asistía a una actividad de estudio en el Instituto Kalbis.